# Nelly de Rooij
Petronella Johanna Nelly de Rooij est une herpétologiste néerlandaise, née le 30 juillet 1883 à Weesp et morte le 10 juin 1964 à Arnhem.

## Biographie
Fille de médecin, elle étudie à Amsterdam où elle est diplômée en 1904. Ne pouvant poursuivre ses études à cause des discriminations de la législation hollandaise sur l'éducation féminine, elle part étudier à Zurich où elle obtient son doctorat en 1907. Sa thèse traite du système cardiovasculaire des salamandres du genre Andrias. En 1907, elle devient la conservatrice des reptiles et amphibiens au musée de zoologie de l’université d'Amsterdam mais doit démissionner en 1922 à la suite de réformes administratives.

## Œuvre
Sa carrière scientifique est très brève mais elle fait paraître un ouvrage important, The Reptiles of the Indo-Australian Archipelago, en 1915 et 1917 et qui sera réédité en 1970, fondé sur les spécimens envoyés des Indes orientales néerlandaises.

## Taxons nommés en son honneur
- Oligodon petronellae Roux, 1917
- Sphenomorphus derroyae de Jong, 1927

## Taxons décrits
- Calamaria ceramensis de Rooij, 1913
- Calamaria lautensis de Rooij, 1917
- Cyrtodactylus malayanus (de Rooij, 1915)
- Cyrtodactylus sermowaiensis (de Rooij, 1915)
- Eugongylus unilineatus (de Rooij, 1915)
- Sphenomorphus longicaudatus (de Rooij, 1915)
- Sphenomorphus nigriventris (de Rooij, 1915)
- Stegonotus florensis (de Rooij, 1917)
- Tribolonotus gracilis de Rooij, 1909

## Source
- Adler, 1989 : Contributions to the History of Herpetology. Society for the study of amphibians and reptiles, vol. 1, p. 1-202.
- Beolens, Watkins & Grayson, 2009 : The Eponym Dictionary of Reptiles. Johns Hopkins University Press, p. 1-296

de Rooij est l’abréviation habituelle de Nelly de Rooij en zoologie.

Consulter la liste des abréviations d'auteur en zoologie ou la liste des taxons zoologiques assignés à cet auteur par ZooBank